# Sabá
Sabá (betekenis: "Schurft") is een gemeente (gemeentecode 0208) in het departement Colón in Honduras.
De gemeente is afgesplitst van Sonaguera. De hoofdplaats Sabá ligt in het dal van de Aguán. De naam is gekozen omdat de schurft in het gebied veel voorkwam.

## Bevolking
De bevolking is als volgt verdeeld:
| Vrouwen | 15.996 | 51,7% |
| Mannen  | 14.953 | 48,3% |

## Dorpen
De gemeente bestaat uit achttien dorpen (aldea), waarvan de grootste qua inwoneraantal: Sabá (code 020801), El Achiote (020809) en Elixir (020811).